# Achilles-Stiftung Glasmuseum Hamburg
Das Achilles-Stiftung Glasmuseum Hamburg ist ein Museum für zeitgenössische Glaskunst, das im Oktober 2022 in Hamburg-Barmbek-Nord eröffnet wurde.
Das Museum befindet sich innerhalb des Quartier 21, einem denkmalgeschützten und umgestalteten Gebäude des ehemaligen Krankenhauses Barmbek, an der Fuhlsbüttler Straße.
Die Sammlung auf rund 1000 Quadratmetern umfasst mehr als 400 moderne Glasskulpturen aus der Privatsammlung bzw. dem Nachlass von Barbara und Edith Achilles, die seit den 1960er Jahren Glasskulpturen sammelten. Primärer Fokus der Ausstellung liegt auf der zeitgenössischen Glaskunst. Vereinzelt sind auch Glasskulpturen der Jugendstil-Epoche und frühe Arbeiten der Studioglasbewegung ausgestellt.
Die Ausstellungsobjekte werden in über vier Meter hohen, lichtdurchfluteten Räumlichkeiten präsentiert. Mit Stand Juli 2025 sind Arbeiten von etwa 150 Glaskunstschaffenden bzw. Manufakturen mit ihren Designern in der Sammlung vertreten. Überwiegend handelt es sich um Glaskunst aus dem osteuropäischen Raum, insbesondere aus Tschechien und der Slowakei.
Es gibt regelmäßig wechselnde Sonderausstellungen. Zudem finden regelmäßig Vernissagen statt.